# راغب اصفهانی
ابوالقاسم حسین بن محمد معروف به راغب اصفهانی معروف به سید سیراب(درگذشته ۳۹۶–۴۰۱ قمری) لغت‌شناس و از ادیبان و حکیمان اهل اصفهان بود. وی از بزرگ‌ترین دانشمندان ایرانی است که در دوران آل بویه در سده چهارم که اصفهان در اوج تمدن اسلامی و علم بوده‌است.
برخی با استناد به بسیاری روایت‌هایش از خاندان محمد (اهل البیت) و «امیرالمؤمنین» خواندن علی بن ابی‌طالب وی را علوی خوانده‌اند. نیز فخر رازی در  اساس التقدیس وی را از امامان اهل سنت می‌شمارد. مرگ وی را بین ۳۹۸ تا ۴۰۲ قمری یا ۵۰۲‏ یا ۵۶۵ نیز دانسته‌اند. امّا آنچه مشهور است وی در قرن چهارم قمری می‌زیسته‌است.

## آثار
- اخلاق الراغب
- افانین البلاغه یا مجمع‌البلاغة
- الایمان والکفر
- الذریعه الی مکارم الشریعه، در تصوف و اخلاق
- المحاضرات یا محاضرات الادباء و محاورات الشعراء و البلغاء
- المعانی الاکبر
- تفصیل النشأتین و تحصیل السعادتین، در معرفت نفس
- درة التاویل فی متشابه التنزیل[پانویس ۱]
- رساله فی فوائد القرآن
- المفردات یا المفردات فی غریب القرآن، شامل لغات قرآن

## شعر
سروده‌ای مشهور از وی:
| ز صد هزار محمد که در جهان آید      |  | یکی به منزلهٔ جان مصطفی نشود    |
| و گرچه عرصهٔ عالم پر از علی گردد    |  | یکی بعلم و سخاوت چو مرتضی نشود |
| جهان اگر چه ز موسی و چوب خالی نیست |  | یکی کلیم نگردد یکی عصا نشود    |

## درگذشت
دربارهٔ تاریخ وفات او نیز تفاوت اقوال آن را نزدیک به یک سده نشان می‌دهد. سیوطی در بغیة الوعاه گفته که وفات او در اوائل سده پنجم (یعنی حدود - ۴–۴۱۰) است، در حالی که کشف الظنون وفات او را در سنه ۵۰۲ آورده‌است و این نظر را بروکلمان، زرکلی، خوانساری و شیخ عباس قمی و آغابزرگ تهرانی ذکر کرده‌اند. برخی از محققان معاصری که دربارهٔ حیات راغب تحقیق کرده، انکار کرده‌اند که راغب در سال ۵۰۲ وفات کرده باشد، خصوصاً در حالی که ابوحامد غزالی (م ۵۰۵) کتاب الذریعة الی مکارم الشریعه او را نیک می‌شمرده و با خود در سفرها حمل می‌کرده، و از سال ۴۸۸ از بغداد کوچ کرده، بعید است. که در آن تاریخ طبق این گفته در جوانی راغب سازگار است، این کتاب را در اختیار داشته باشد. حتماً باید راغب پیش از این می‌زیسته و فوت کرده باشد. ذهبی (م ۸) راغب را در سنه ۴۵۰ گویی زنده می‌دانسته و او را در ضمن طبقه ۲۴ شمرده‌است و بعد می‌نویسد: لم اظفر له بوفاة و لا ترجمة، و محتمل است که در آن وقت زنده بوده باشد.
بدون شک نمی‌تواند راغب در سال ۵۰۲ فوت کرده باشد، زیرا در مصادر قدیمی قریب به عصر راغب، نصی بر این تاریخ یافت نشده و حاجی خلیفه که این خبر را گفته و دیگران نقل و تبعیت کرده‌اند، از کلام سیوطی برگرفته، با اینکه سیوطی گفته‌است که وی در اوائل سده پنجم فوت کرده‌است. از سوی دیگر، راغب در برخی آثار خود بر ملاقات با بعضی معاصران مانند صاحب بن عباد (م ۳۸۵ ق)، ابوالقاسم بن ابی‌العلاء و عبدالصمد بن بابک تصریح کرده و ممکن نیست این ملاقات تا اوائل قرن ششم ادامه یافته باشد. وانگهی تاریخ کتابت برخی آثار راغب، مانند مفردات در سال ۴۰۹ را نشان می‌دهد که باز با فوت ۵۰۲ نمی‌سازد، با اینکه کتاب الذریعه را پیش از مفردات نوشته و در مفردات به آن اشاره می‌کند. البته در حاشیه برخی نسخه‌های مفردات آمده که این کتاب به خط راغب اصفهانی است که در هلال ماه رجب از سال ۳۴۳ در قصبه اصفهان به دنیا آمده و در ربیع‌الاخر سال ۴۱۲ فوت کرده‌است. اما مشکل این تاریخ، مجهول بودن کاتب و متاخر بودن تاریخ کتابت نسخه است. احمد مجاهد، مصحح نوادر راغب، با قرار دادن شواهد گوناگون نتیجه می‌گیرد فوت او باید بین سالهای ۳۹۶–۴۰۱ ه‍.ق باشد.